# خواطر 8
برنامج خواطر 8 برنامج تلفزيوني قدمه أحمد الشقيري بث في رمضان عام 1433 هـ الموافق عام 2012م على قناة الرسالة وإم بي سي وتلفزيون الشارقة وقناة الآن. هدف الشقيري من خلال هذا الجزء البرنامج إبراز إبداعات الشباب وطاقاتهم من خلال تكليفهم بمهام تطوعية مختلفة ومتابعتهم خلال تنفيذها، بالإضافة إلى تشجيعهم وحثهم على بذل المزيد من الجهد من خلال مسابقات تقام بينهم.
شعار أحمد الشقيري في خواطر 8 هذه المرة هو الشباب فيهم إحسان حيث يثبت للعالم العربي أن الشباب بداخله بذور الخير، وذلك من خلال الأعمال التطوعية التي يقوم بها الشباب. وخلال هذا العام قام الشقيري بإجراء مسابقات مع فرق تطوعية من الأردن السعودية ومصر تنافسوا من خلالها على مهام محددة وهذه المهام لم تقتصر على البلدان العربية فقط بل تعدتها إلى دول أفريقية مثل كينيا وأوغندا.
كانت حلقات هذا الموسم امتداداً لحلقات المواسم الماضية من حيث الجدة في تناول مواضيع تهم تكريس الوعي الخلاق لدى الإنسان عموماً والعربي والمسلم خصوصاً من خلال مواضيع عن العمل التطوعي، حيث يتم تكليف الشباب بمهام تطوعية مختلفة قصد إنجازها في جو من التنافس والتسابق. وأرسل البرنامج في هذا الموسم رسالة مفادها أن الشباب يحملون بداخلهم بذور الخير وأنهم مفتاح كل تنمية. وأشار الشقيري إلى أنه وفور انتهاء تصوير خواطر 8 قبل بضعة أيام، بدأ فريق العمل باستحضار بذور لأفكار حول محاور الموسم القادم.

## فكرة البرنامج
كان هدف البرنامج هو إبراز إبداعات الشباب وطاقاتهم عبر تكليفهم بمهام تطوعية مختلفة ومتابعتهم خلال تنفيذيها بالإضافة إلى تشجيعهم وحثهم على بذل المزيد من الجهد من خلال مسابقات تقام بينهم. كانت المشاريع متنوعة منها الصحي والتعليمي والفكري والتنموي، وأخرى لها علاقة بذوي الاحتياجات الخاصة، حيث تم على سبيل المثال تهيئة نادي رياضي لاستقبال ذوي الاحتياجات الخاصة، بالإضافة إلى إنشاء ثلاث مكتبات في ثلاثة مولات، كما جرى إيصال الماء إلى 50 بيتاً في إحدى المدن العربية، وبناء بيتين في كينيا، وإعادة ترميم 3 بيوت في السعودية، وغيرها من المشاريع. والأفكار أتت وليدة الأوضاع في الوطن العربي، وتنشأ من هموم الشباب واهتماماتهم، إضافة إلى اقتراحات فريق الإعداد.

### التصوير
استغرق تصوير الموسم الثامن من خواطر 6 أشهر تقريباً صور خلالها في 11 دولة، أما إعداد البرنامج وتصويره ومونتاجه فقد استغرق حوالي 11 شهراً من العمل المتواصل.

### الحملات
وخلال عرض خواطر 8 في شهر رمضان، سيتم إطلاق حملتين تندرجان تحت مظلة البرنامج، الأولى هي مسابقة إحسان الكتابية لمساعدة الشباب العرب على نشر كتبهم المتميزة والثانية هي مسابقة إحسان التطوعية وقيمة الجائزة مئة ألف ريال ستوزع على أفضل 3 فرق تطوعية.

## المتطوعين
وحول كيفية اختيار الفرق والشباب المتطوعين في البرنامج فقد تقدموا للاشتراك بعد الإعلان على موقع التواصل الاجتماعي تويتر عن استقبال خواطر8 لمتطوعين من الشباب. وحصل على 5 آلاف متقدم اختير منهم 30 من دول مختلفة. وقد أقيم أكثر من 30 مشروعاً فجاء اختيار البرنامج للمتطوعين على أساس وجودهم في المدن التي سيقيم فيها مشاريعه بالإضافة إلى مدى حماسهم وقدرتهم على الالتزام فضلاً عن خلفياتهم في تنفيذ مشاريع تطوعية وإنسانية. فوصل بذلك عدد من شارك في خواطر إلى 500 متطوع، وأثبت البرنامج أن الشباب تمكنوا من إثبات قدراتهم في التخطيط والتنفيذ والعمل تحت الضغط وإنهاء المشاريع في الوقت المحدد، كما قاموا بعقد تحالفات مع العديد من الجمعيات الخيرية، وشركات القطاع الخاص، والنوادي التطوعية، وغيرها من أجل إنجاز مهماتهم.

## قائمة الحلقات
| رقم الحلقة في البرنامج | رقم الحلقة في الموسم | عنوان الحلقة     | تاريخ البث لأوّل مرة           |
| ---------------------- | -------------------- | ---------------- | ----------------------------- |
| 212                    | 1                    | «#خواطر8»        | 1 رمضان 1433 - 20 يوليو 2012  |
| 213                    | 2                    | «ذات بهجة»       | 2 رمضان 1433 - 21 يوليو 2012  |
| 214                    | 3                    | «سرور»           | 3 رمضان 1433 - 22 يوليو 2012  |
| 215                    | 4                    | «صوت»            | 4 رمضان 1433 - 23 يوليو 2012  |
| 216                    | 5                    | «هاكونا متاتا 1» | 5 رمضان 1433 - 24 يوليو 2012  |
| 217                    | 6                    | «هاكونا متاتا 2» | 6 رمضان 1433 - 25 يوليو 2012  |
| 218                    | 7                    | «تسهيلات»        | 7 رمضان 1433 - 26 يوليو 2012  |
| 219                    | 8                    | «واحد ومئة صفر»  | 8 رمضان 1433 - 27 يوليو 2012  |
| 220                    | 9                    | «72 ساعة 1»      | 9 رمضان 1433 - 28 يوليو 2012  |
| 221                    | 10                   | «72 ساعة 2»      | 10 رمضان 1433 - 29 يوليو 2012 |
| 222                    | 11                   | «ومن الماء حياة» | 11 رمضان 1433 - 30 يوليو 2012 |
| 223                    | 12                   | «كسر الحواجز»    | 12 رمضان 1433 - 31 يوليو 2012 |
| 224                    | 13                   | «ابن السبيل»     | 13 رمضان 1433 - 1 أغسطس 2012  |
| 225                    | 14                   | «من ذاق عرف»     | 14 رمضان 1433 - 2 أغسطس 2012  |
| 226                    | 15                   | «اقرأ في...»     | 15 رمضان 1433 - 3 أغسطس 2012  |
| 227                    | 16                   | «على الفطرة»     | 16 رمضان 1433 - 4 أغسطس 2012  |
| 228                    | 17                   | «الفاتح»         | 17 رمضان 1433 - 5 أغسطس 2012  |
| 229                    | 18                   | «إنجاز»          | 18 رمضان 1433 - 6 أغسطس 2012  |
| 230                    | 19                   | «24 ساعة لغات»   | 19 رمضان 1433 - 7 أغسطس 2012  |
| 231                    | 20                   | «كوريا مكس»      | 20 رمضان 1433 - 8 أغسطس 2012  |
| 232                    | 21                   | «نادي برشلونة»   | 21 رمضان 1433 - 9 أغسطس 2012  |
| 233                    | 22                   | «مهام منوعة»     | 22 رمضان 1433 - 10 أغسطس 2012 |
| 234                    | 23                   | «سلام من أوغندا» | 23 رمضان 1433 - 11 أغسطس 2012 |
| 235                    | 24                   | «أسباير»         | 24 رمضان 1433 - 12 أغسطس 2012 |
| 226                    | 25                   | «صمتاً»           | 25 رمضان 1433 - 13 أغسطس 2012 |
| 237                    | 26                   | «مؤسسة قطر»      | 26 رمضان 1433 - 14 أغسطس 2012 |
| 238                    | 27                   | «24 ساعة»        | 27 رمضان 1433 - 15 أغسطس 2012 |
| 239                    | 28                   | «إعادة تدوير»    | 28 رمضان 1433 - 16 أغسطس 2012 |
| 240                    | 29                   | «سفاري»          | 29 رمضان 1433 - 17 أغسطس 2012 |
| 241                    | 30                   | «حياتك قراراتك»  | 30 رمضان 1433 - 18 أغسطس 2012 |

## وصلات خارجية
- خواطر 8 في إم بي سي نت
- جميع حلقات برنامج خواطر 8 على موقع شاهد.
- خواطر 8 على فيسبوك  على فيسبوك.
- الموقع الرسمي لقناة الرسالة